# Toxorhina (Ceratocheilus) latifrons
Toxorhina (Ceratocheilus) latifrons is een tweevleugelige uit de familie steltmuggen (Limoniidae). De soort komt voor in het Oriëntaals gebied.